# Forêt de L'Isle-Adam
La forêt de L'Isle-Adam est un massif forestier de 1 548 hectares situé dans le Val-d'Oise, à 25 km au nord de Paris. Elle constitue avec les massifs de Montmorency et de Carnelle l'un des trois principaux massifs forestiers domaniaux du Val-d'Oise.

## Géographie physique
La forêt est située sur une butte-témoin constituée de 4 plateaux inclinés de la plaine de France au sud-est à la vallée de l'Oise au nord-ouest et connaît des altitudes extrêmes variant de 25 à 195 m.
À noter qu'on n'y trouve pas de cours d'eau, mais de nombreuses mares et au moins un étang.

## Géographie administrative
La forêt de L'Isle-Adam s'étend sur 9 communes du Val-d'Oise :
- L'Isle-Adam
- Presles
- Nerville-la-Forêt
- Maffliers
- Montsoult
- Baillet-en-France
- Chauvry
- Villiers-Adam
- Mériel

## Faune et flore
La forêt est composée majoritairement de chênes (60 % du peuplement), ainsi que de châtaigniers, frênes, charmes, hêtres, tilleuls…
La présence des résineux reste anecdotique (moins de 2 %).
La grande faune est exclusivement représentée par les chevreuils et sangliers, en nombre variable selon les années et en fonction de la pression de la chasse.
Parmi les espèces disparues, on note tous les grands cervidés (cerf et daim), tous les mustélidés (blaireau, disparu dans les années 1980 du fait de la chasse et notamment du gazage, martre et belette), les canidés (loup) à l'exception du renard qui subsiste en périphérie de la forêt.

## Géologie
Comme sa voisine la forêt de Montmorency, la forêt de L'Isle-Adam fut longtemps exploitée pour son gypse et sa pierre calcaire. Toute activité a cessé depuis longtemps, néanmoins il en reste de nombreuses traces. Certaines carrières ont été transformées en champignonnières; seule une reste en activité à Méry-sur-Oise.
L'exploitation souterraine du gypse a laissé plusieurs fontis à travers le massif.
On extrayait également le sable, à proximité des rives de l'Oise. Les gravières ont été réhabilitées depuis.

## Histoire

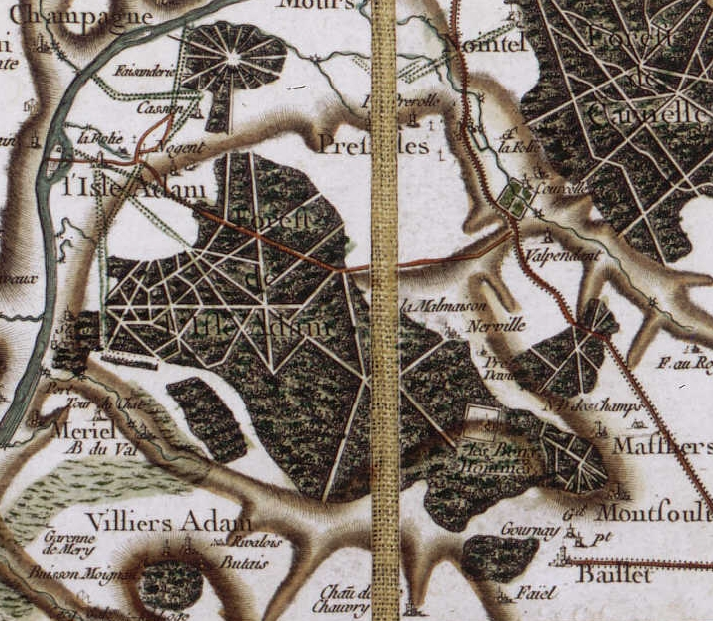
Forêt de L'Isle-Adam - Carte de Cassini, vers 1780

Le massif semble avoir toujours été connu sous ce nom.
Son territoire est occupé dès la préhistoire, comme l'atteste l'existence de la Pierre-Plate (allée couverte).
Philippe IV le Bel venait chasser, notamment, en forêt de L'Isle-Adam lorsqu'il résidait à l'abbaye de Maubuisson. La forêt accueillait également des joutes jusque sous le règne de François Ier qui a assisté à l'une d'entre elles.
En 1526, François Ier, roi de France offre la forêt à son ami le connétable Anne de Montmorency. Le domaine connaît par la suite la destinée des fiefs environnants : à la mort du dernier descendant des Montmorency en octobre 1632, le domaine devient fief des Condé, puis des princes de Conti. Ces derniers, grands amateurs de chasse, font aménager la forêt au XVIIe siècle : mur d'enceinte de 25 km de long et 2,70 m de haut accompagné de "saut de loup" pour protéger le gibier, allées rectilignes tracées par Le Nôtre, carrefours en étoile pour les rendez-vous des équipages… La forêt sera bien entretenue jusqu'en 1783. Elle entre dans le domaine public et devient domaniale à la Révolution.
Le château des Bonshommes, construit à l'emplacement d'un prieuré du XIIe siècle, fut rapidement abandonné. Balzac le cite dans son œuvre en évoquant « un lieu funeste abandonné par les hommes ». Il n'en reste aujourd'hui aucun vestige.
Le  peintre paysagiste Théodore Rousseau s'inspire de la forêt en 1846 lors d'un séjour chez Jules Dupré à L'Isle-Adam. (une avenue, forêt de L'Isle-Adam; Paris - Musée d'Orsay).
La chasse à courre y est interdite par décret en 1936.
La forêt a souffert de la construction dans les années 1980 de la N184, voie express d'évitement de la vallée de l'Oise, qui la divise maintenant en deux massifs distincts. Elle est également traversée par deux voies routières moins importantes, la route départementale 922 à hauteur du bois de Cassan et la route départementale 64 (avenue de Paris).
Le 26 novembre 2010, le conseil général vote à l'unanimité la demande de classement en forêt de protection, ainsi que celle des massifs voisins de Carnelle et de Montmorency, le département demeurant le seul de la région ne possédant aucun massif classé forêt de protection.

## Lieux remarquables

### Arbres remarquables
- Le gros chêne : cet arbre vieux de 550 ans et de 10 m de circonférence se dresse parcelle 30 près du carrefour du Pavillon de Paris.
- Tilleul : parcelle 50, face au grillage du domaine des Bonshommes, cet arbre remarquable mesurait 25 m de hauteur pour une circonférence de 7,30 m. Il était âgé de 250 ans environ, quand il a été frappé par la foudre et mis à terre.

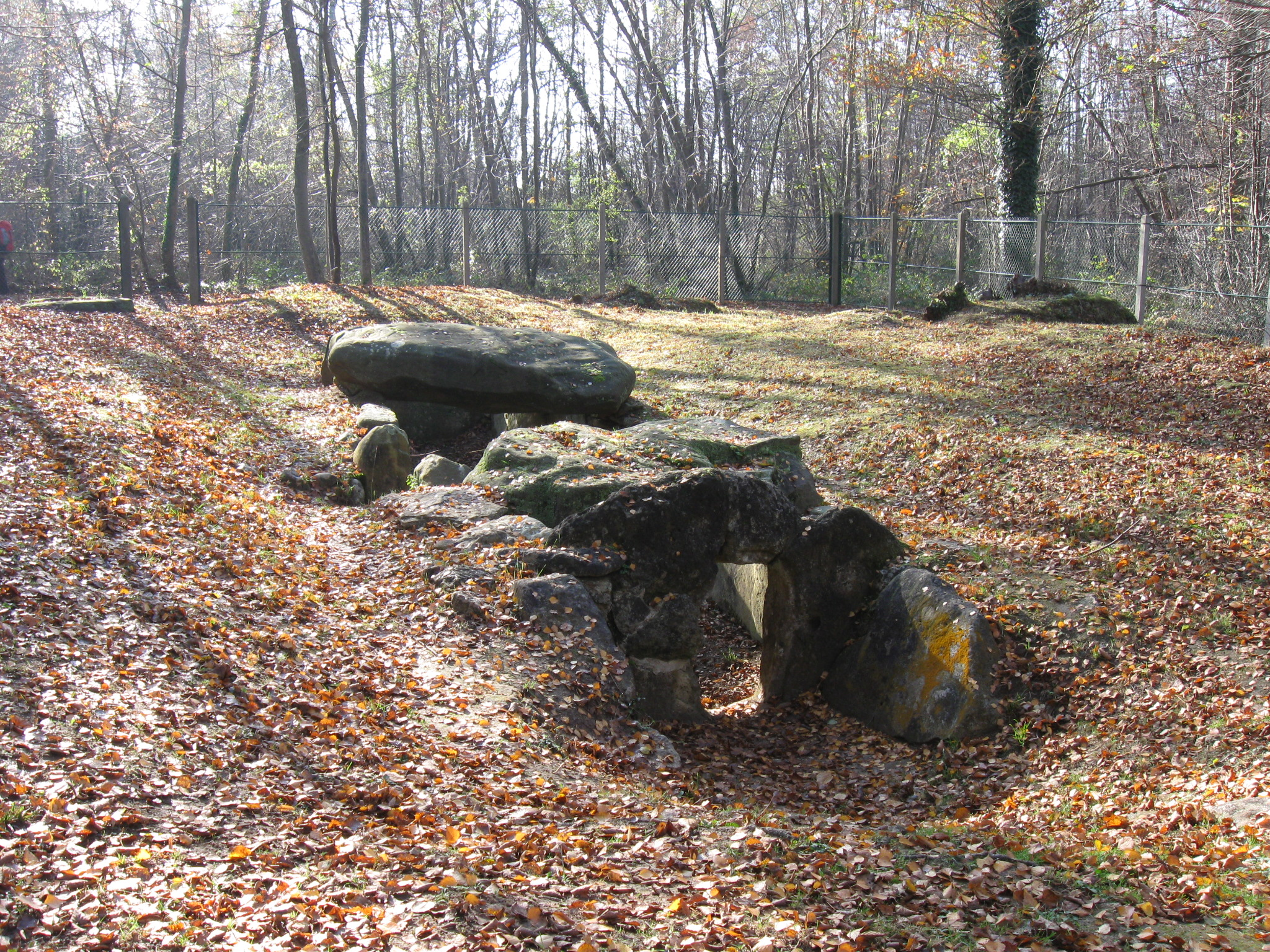
L'allée couverte de la Pierre Plate

### Patrimoine préhistorique
- La Pierre-Plate : Ce beau monument mégalithique a été fouillé à partir de 1926 et restauré en 1971. II est situé sur la commune de Presles, parcelle 12, séparée du reste de la forêt par l'A 16. Il mesure plus de 12 m de long et plus de 2 m de large, et se compose de trois tables de couverture et d'une chambre précédée d'un vestibule accessible par une dalle perforée. L'ensemble est daté de 1 960 ans av. J.-C. Les restes de plus de cent individus en furent exhumés. Les objets ont été confiés au musée départemental de Préhistoire d'Île-de-France à Nemours.

### Patrimoine architectural
- La croix Saint-Antoine : Croix romane pattée, symbole du Vexin Français, elle est située au croisement du chemin des Folles Entreprises et de la route forestière des Louveteaux, à l'entrée ouest de la forêt.
- Le château des Forgets : Il a été construit en 1893 pour Geoges Manchez, rédacteur au journal Le Temps. Il servit de refuge à des résistants pendant la seconde guerre mondiale, ce qui valut à son propriétaire, Géo Grandjean, d'être fusillé en 1941. Peu avant la libération de L'Isle-Adam, le 23 août 1944, quatre jeunes résistants furent également fusillés à l'entrée du domaine (route des Louvetaux, à l'est de L'Isle-Adam).
- La table de Cassan : Située dans une clairière du bois de Cassan d'où partent seize routes, l'étoile de Conti, cette table de vénerie donnait la possibilité aux cavaliers de descendre de leur monture sans se faire débotter par leurs valets. Sa présence est attestée dès 1766. Elle fut déplacée provisoirement en 1944 pour la protéger des bombardements alliés (sur la RD 922 près du centre commercial).
- Le Saut-de-Loup : À proximité des « coûtumes de Montsoult », la route Tournante du Saut-de-Loup de Chauvry longe les vestiges du "saut-de-loup", ensemble formé d'une butte de terre soutenue par un mur et entouré d'un fossé, qui avait pour but, avec la muraille d'enceinte 25 km, d'isoler le massif et de protéger son gibier qui ne pouvait s'en échapper, et empêchait le loup d'y pénétrer.

### Lieux particuliers de la forêt
- Le carrefour du Poteau de la Tour : Non loin du point culminant de la forêt (195 m), il rappelle l'existence d'une tour de trois étages, dite tour de Nerville, bâtie pour les princes de Conti afin que leurs invités puissent suivre les chasses (au sud-ouest de Nerville-la-Forêt, près du village).
- La maison forestière du Bois-Carreau : Belle vue sur la forêt de Carnelle (sur la RD 64 à mi-chemin entre Nerville-la-Forêt et Maffliers, en lisière de forêt).
- Les coutumes de Montsoult : Cette enclave forestière privée au cœur du massif domanial est utilisée par un centre équestre. (au sud de la RD 9, à l'extrémité ouest du territoire communal de Montsoult).

## Aménagement

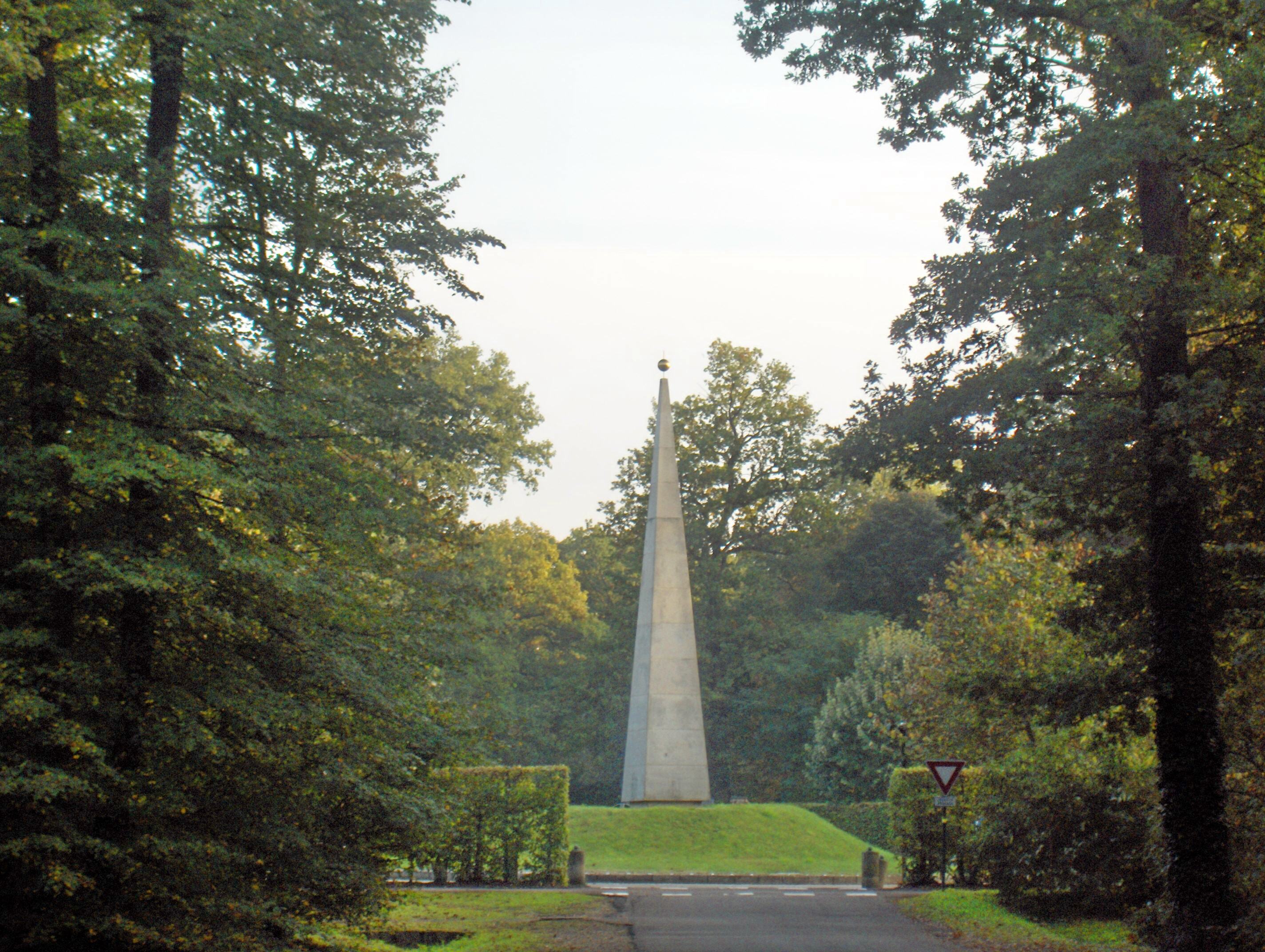
Monument pyramidal moderne sur la départementale 64 dans la forêt

Deux pistes cyclables très empruntées traversent la forêt :
- une de 2,5 km le long de la D64 ;
- une réalisée en site propre entre le carrefour de la Malmaison et le carrefour de la Porte-Baillet (1,5 km).